# Antonio de Orbarán
Antonio de Orbarán (La Palma o Puebla de los Ángeles, 1620 - San Cristóbal de La Laguna, 1671), imaginero del siglo XVI, hijo de Martín de Orbarán, entallador natural de Vergara (Guipúzcoa); realizó la práctica totalidad de su obra en el archipiélago canario. 

## Biografía
Está considerado uno de los artistas más versátiles de entre los que trabajaron en Canarias durante el siglo XVII. Sobre su lugar de nacimiento se han barajado diferentes posibilidades. Mientras unos apuntan la posibilidad de que haya nacido en la ciudad mexicana de Puebla de los Ángeles, ya que al momento de contraer matrimonio, en la partida sus padres manifiestan ser vecino de esta ciudad. Otros apuntan un posible origen palmero, aunque, consultados los diferentes archivos parroquiales, no se ha dado con su partida de bautismo. Sin embargo, Jesús Pérez Morera señala que en 1651, el artista, dio poder para que ante la “Justicia de la Provincia de Guipúzcoa” se hiciera un informó sobre la legitimidad de sus antecesores, hecho que da pie a un posible nacimiento en tal lugar.
La primera referencia que lo sitúa en La Palma es precisamente su matrimonio, contraído en la Parroquia del Salvador en 1625. Al año siguiente, y hasta 1628 le encontramos trabajando en el Retablo Mayor de la Parroquia de La Candelaria de Tijarafe, retablo considerado uno de los escasos ejemplos de cinco calles que se conservan en Canarias. Los intercolumnios están ocupados por una serie de alto relieves que representan a los doce apóstoles.
Durante el periodo que va desde 1625 hasta 1635 realiza muchos trabajos en otros tantos lugares de la isla de La Palma, así, lo vemos trabajando en el retablo mayor del convento franciscano de Santa Cruz, el tabernáculo de la ermita de la Encarnación, en Mazo, Garafía y Puntagorda.

## Obra
Aunque realizó una gran producción artística, gran parte de ella ha desaparecido o bien sólo se conservan detalles de la misma. Así ocurrió con el retablo principal del Convento Franciscano de San Miguel de las Victorias, de La Laguna, realizado en 1636 durante su primera estancia en Tenerife y desaparecido en el incendio que destruyó el edificio conventual. No obstante, está estancia fue muy importante, ya que durante la misma toma contacto con el discípulo de Juan Martínez Montañés y compañero de Alonso Cano, Martín de Andújar Cantos tras la llegada del manchego a la isla de Tenerife.
Será a partir de 1640 y durante toda la década de 1650 cuando efectúe sus principales trabajos palmeros. Merece destacar de entre todos ellos la construcción del que fuera retablo mayor de la Parroquia de El Salvador de Santa Cruz de La Palma, obra influenciada por Martín de Andújar, quien colaboró tallando las esculturas de bulto que este llevaba. En la iglesia de Ntra. Sra. de La Luz de Garafía interviene como arquitecto y carpintero, y ejecuta los desaparecidos retablos de "San Ildefonso" y "San Antonio Abad" para la ermita de San Sebastián. Además, construye la armadura de la nave central de la Parroquia Matriz de Santa Cruz de la Palma.
Tras esta larga y fructífera estancia en La Palma, Orbarán pasa a Tenerife . Instalado en la isla, en 1661 comienza sus trabajos para la Iglesia de la Concepción (La Laguna) donde trabaja en la elaboración del Retablo Mayor que estaba destinado a sustituir el que en 1602 había realizado Pedro de Artacho Arbolache. Este nuevo retablo constaba de tableros tallados y que en 1690 había dorado y estofado Jorge Iscrot. De esta pieza únicamente se conserva en la actualidad el tablero que representa “La Encarnación”. En 1664, para el mismo templo, ejecuta el “Retablo de San Juan Evangelista” también desaparecido en la actualidad. Ese mismo año trabaja en el que hizo la familia Nava y Grimón para su capilla en la iglesia conventual de los agustinos, también en San Cristóbal de La Laguna, desaparecido, de igual manera, en el incendio que destruyó dicho templo en 1964.